# Kilyéni unitárius templom
A kilyéni unitárius templom műemlékké nyilvánított templom Romániában, Kovászna megyében. A romániai műemlékek jegyzékében a CV-II-m-A-13193 sorszámon szerepel.